# N7 (Ghana)
De N7 of National Road 7 is een nationale weg in Ghana die de stad Tamale met het westelijke grensgebied van het land verbindt. De weg is ongeveer 140 kilometer lang en loopt door de regio Northern.
De N7 begint in Sawla bij een kruispunt met de N12 tussen Sunyani en Wa. Daarna loopt de weg verder naar het oosten via Larabanga en Damongo naar Fufulsu, waar de weg aansluit op de N10 naar Tamale.